# Rossella Fiamingo
Rossella Fiamingo (Catania, 14 de julio de 1991) es una policía y deportista italiana que compite en esgrima, especialista en la modalidad de espada; campeona olímpica en París 2024 y dos veces campeona mundial.

## Trayectoria
Participó en cuatro Juegos Olímpicos de Verano, obteniendo tres medallas, plata en Río de Janeiro 2016, en la prueba individual, bronce en Tokio 2020, por equipos (junto con Federica Isola, Mara Navarria y Alberta Santuccio), y oro en París 2024, por equipos (con Giulia Rizzi, Alberta Santuccio y Mara Navarria), y dos séptimos lugares en Londres 2012, en las pruebas individual y por equipos.
Ganó ocho medallas en el Campeonato Mundial de Esgrima entre los años 2011 y 2023, y ocho medallas en el Campeonato Europeo de Esgrima, entre los años 2014 y 2025.
En los Juegos Europeos de Cracovia 2023 consiguió una medalla de bronce en la prueba por equipos.
Estudió piano en el Conservatorio Vincenzo Bellini de Catania y el grado de Dietética en la Universidad de Catania. Aparte de su carrera deportiva, trabaja de policía del Arma de Carabineros.
En 2014 recibió el Collar de Oro al Mérito Deportivo del CONI y en 2016 fue nombrada oficial de la Orden al Mérito de la República Italiana.

## Palmarés internacional
| Juegos Olímpicos   | Juegos Olímpicos        | Juegos Olímpicos  | Juegos Olímpicos   |
| Año                | Lugar                   | Medalla           | Prueba             |
| ------------------ | ----------------------- | ----------------- | ------------------ |
| 2016               | Río de Janeiro (Brasil) | Medalla de plata  | Espada individual  |
| 2020               | Tokio (Japón)           | Medalla de bronce | Espada por equipos |
| 2024               | París (Francia)         | Medalla de oro    | Espada por equipos |
| Campeonato Mundial |                         |                   |                    |
| Año                | Lugar                   | Medalla           | Prueba             |
| 2011               | Catania (Italia)        | Medalla de bronce | Espada por equipos |
| 2014               | Kazán (Rusia)           | Medalla de oro    | Espada individual  |
| 2014               | Kazán (Rusia)           | Medalla de bronce | Espada por equipos |
| 2015               | Moscú (Rusia)           | Medalla de oro    | Espada individual  |
| 2019               | Budapest (Hungría)      | Medalla de bronce | Espada por equipos |
| 2022               | El Cairo (Egipto)       | Medalla de plata  | Espada por equipos |
| 2022               | El Cairo (Egipto)       | Medalla de bronce | Espada individual  |
| 2023               | Milán (Italia)          | Medalla de plata  | Espada por equipos |
| Juegos Europeos    |                         |                   |                    |
| Año                | Lugar                   | Medalla           | Prueba             |
| 2023               | Cracovia (Polonia)      | Medalla de bronce | Espada por equipos |
| Campeonato Europeo |                         |                   |                    |
| Año                | Lugar                   | Medalla           | Prueba             |
| 2014               | Estrasburgo (Francia)   | Medalla de bronce | Espada por equipos |
| 2015               | Montreux (Suiza)        | Medalla de plata  | Espada individual  |
| 2015               | Montreux (Suiza)        | Medalla de bronce | Espada por equipos |
| 2019               | Düsseldorf (Alemania)   | Medalla de bronce | Espada por equipos |
| 2022               | Antalya (Turquía)       | Medalla de plata  | Espada individual  |
| 2022               | Antalya (Turquía)       | Medalla de plata  | Espada por equipos |
| 2024               | Basilea (Suiza)         | Medalla de oro    | Espada por equipos |
| 2025               | Génova (Italia)         | Medalla de bronce | Espada por equipos |